# X milenio
El X milenio es un período que comenzará el 1 de enero del año 9 001 y terminará el 31 de diciembre del año 10 000 de la era común.

## Predicciones astronómicas
- 5 de noviembre de 9106: Venus oculta a Regulus.
- 4 de agosto de 9361: Eclipse anular de Sol y tránsito de Mercurio.
- 4 de febrero de 9622: Eclipse de Sol anular y tránsito de Mercurio.
- 16 de noviembre de 9682: Mercurio oculta a Regulus.
- 21 de noviembre de 9847: Marte oculta a Regulus.
- 11 de agosto de 9966: Eclipse total de Sol y tránsito de Mercurio.